# Mantus
Mantus ou Manth dans la mythologie étrusque  est une divinité des enfers, comme son épouse Mania.
Ils ont été associés à la ville de Mantoue (en italien : Mantova) dont le nom provient de l'étrusque Manthva.